# Ire législature de la république démocratique de Sao Tomé-et-Principe
La Ire législature de la république démocratique de Sao Tomé-et-Principe est un cycle parlementaire qui s'ouvre le 12 décembre 1975 pour s'achever le 12 mai 1980, à la suite de la dissolution de l'Assemblée constituante.
Il s'agit d'une législature à parti unique, contrôlée par le Mouvement pour la libération de Sao Tomé-et-Principe (MLSTP). Leonel Mário d'Alva est le président de l'Assemblée nationale. Son mandat est de quatre ans.
Elle est composée de treize représentants des Comités de zones du MLSTP, de deux représentantes de l'Organisation des femmes et deux de l'Organisation de jeunesse, de cinq citoyens, ainsi que des membres du gouvernement et du bureau politique du parti.

## Liste de députés
| Élu                                        | Parti | Parti |
| ------------------------------------------ | ----- | ----- |
| Leonel Mário d'Alva                        |       | MLSTP |
| Alda Bandeira                              |       | MLSTP |
| Nuno Xavier Daniel Dias                    |       | MLSTP |
| Alda do Espírito Santo                     |       | MLSTP |
| Julieta da Graça do Espírito Santo (en)    |       | MLSTP |
| Maria Aurora Lopes                         |       | MLSTP |
| Lurdes de Maria Lima Pires dos Santos (en) |       | MLSTP |
| Fernanda Pontífice                         |       | MLSTP |

## Évolution
Nuno Xavier Daniel Dias meurt assassiné le 11 juin 1976,.

## Composition du bureau
- Président : Leonel Mário d'Alva

## Parité femmes-hommes
La Ire législature compte six femmes : Alda Bandeira, Alda do Espírito Santo, Julieta da Graça do Espírito Santo (en), Maria Aurora Lopes, Lurdes de Maria Lima Pires dos Santos (en) et Fernanda Pontífice.